# Schwedische Eishockeymeisterschaft 1927
Die Saison 1927 war die sechste Austragung der schwedischen Eishockeymeisterschaft. Meister wurde zum insgesamt vierten Mal in der Vereinsgeschichte der IK Göta.

## Meisterschaft

### Erste Runde
- Västerås SK – Karlbergs BK 2:3

### Zweite Runde
- Djurgårdens IF – Karlbergs BK 6:3

### Halbfinale
- IK Göta – Hammarby IF 5:3
- Djurgårdens IF – Södertälje SK 5:4

### Finale
- IK Göta – Djurgårdens IF 4:3